# Май, Уве-Йенс
Уве-Йенс Май (нем.  Uwe-Jens Mey; 13 декабря 1963, Варшава) — немецкий конькобежец, двукратный олимпийский чемпион, рекордсмен мира.
Уве-Йенс Май был одним из сильнейших конькобежцем спринтером конца 1980-х — начала 1990-х годов.
Уве-Йенс Май был чемпионом ГДР в спринтерском многоборье в 1986 и 1991 годах, а также пятикратным чемпионом ГДР на дистанции 500 метров (1984, 1987, 1989, 1990 и 1992 годы) и чемпионом на дистанции 1000 метров в 1989 году.
С 1989 по 1991 годы Май трижды выигрывал кубок мира на дистанции 500 метров и дважды на дистанции 1000 метров в 1989 и 1990 годах.
В 1989 и в 1991 годах Май занимал вторые места на спринтерском чемпионате мира, оба раза уступив советскому конькобежцу Игорю Железовскому.
Впервые Май принял участие в олимпийских играх в Сараево в 1984 году. Он занял восьмое место на дистанции 500 метров и двадцать пятое на дистанции 1000 метров.
Накануне зимней олимпиады в Калгари, Май занял второе место на спринтерском чемпионате мира, пропустив вперёд своего основного конкурента американца Дэна Дженсена. Однако Дженсен не смог участвовать в соревнованиях олимпиады из-за трагедии в его семье.
На Зимних Олимпийских играх 1988 года в Калгари Уве-Йенс Май завоевал золотую медаль на дистанции 500 метров и серебряную на дистанции 1000 метров. На этой олимпиаде он выступал за команду ГДР. В забеге на 500 метров Май установил мировой рекорд — 36,45 секунды, который продержался четыре года, и который он сам превзошёл в 1992 году в Давосе. Дистанцию 1000 метров Май пробежал с личным рекордом (1:13,11), но этого хватило лишь для серебряной медали. Золото досталось советскому конькобежцу Николаю Гуляеву.
За месяц до начала Олимпийских игр в Альбервилле (19 января 1992 года) Май превзошёл свой мировой рекорд четырёх летней давности — 36,43. Но, буквально через неделю этот рекорд улучшил постоянный конкурент Мая американец Дэн Дженсен — 36,41 секунды. Оба конькобежца были главными претендентами на золото Альбервилля. На олимпиаде в Альбервилле дистанцию 500 метров вновь выиграл Уве-Йенс Май. На этот раз он выступал уже за команду объединённой Германии.
После Олимпиады 1992 года Май закончил свою карьеру конькобежца.

## Мировые рекорды
Уве-Йенс Май установил два мировых рекорда на дистанции 500 метров:
- 500 метров — 36,45 (14 февраля 1988 года, Калгари)
- 500 метров — 36,43 (19 января 1992 года, Давос)

## Лучшие результаты
Лучшие результаты Уве-Йенса Мая на отдельных дистанциях:
- 100 метров — 9,78 (12 марта 1991 года, Херенвен)
- 500 метров — 36,43 (19 января 1992 года, Давос)
- 1000 метров — 1:13,11 (18 февраля 1988 года, Калгари)
- 1500 метров — 2:02,27 (6 января 1985 год, Инсбрук)
- 3000 метров — 4:35,94 (27 февраля 1982 год, Инсбрук)
- Сумма спринтерского многоборья — 146,770 (26 февраля 1989 года, Херенвен)